# Nanokermes pubescens
Nanokermes pubescens är en insektsart som först beskrevs av Bogue 1898.  Nanokermes pubescens ingår i släktet Nanokermes och familjen eksköldlöss. Inga underarter finns listade i Catalogue of Life.